# São Marcos da Serra
São Marcos da Serra is een plaats (freguesia) in de Portugese gemeente Silves en telt 1535 inwoners (2001).